# TENET (компанія)
TENET (ТОВ «НВП "ТЕНЕТ"») — найбільша телекомунікаційна компанія півдня України. Є одним з ключових гравців українського ринку фіксованого широкосмугового доступу до Інтернету - станом на 2018 рік посідає шосту позицію в національному рейтингу інтернет-провайдерів. 
Компанія надає доступ в Інтернет за дротовими і бездротовими технологіями, послуги цифрового телебачення, цифрової телефонії (за технологією SIP) і мобільного зв'язку. У числі додаткових послуг - вебхостинг і об'єднання офісів в єдину мережу (транспорт).
Головний офіс розташований в Одесі. Абонентські відділення компанії працюють в містах Одеса, Південне, Чорноморськ, Білгород-Дністровський та Миколаїв. 

## Історія
1992 - В Одесі створений перший вузол TENET.
1992 - TENET став засновником корпорації UANET, що об'єднала незалежні вузли української Інтернет-мережі.
1995 - Запуск першого багатоканального телефону для доступу до мережі.
1996 - Уведена в комерційну експлуатацію серія телефонних номерів з кодом 068.
1997 - TENET став першим комерційним провайдером в Україні, який почав використовувати цифрові волоконно-оптичні системи зв'язку. У цьому ж році була введена спеціальна серія телефонних номерів міжміського доступу 8-11.
1998 - Кількість зареєстрованих абонентів перевищила 3 000. Кількість телефонних ліній збільшено втричі.
1999 - TENET першим в Одесі надає доступ до мережі Інтернет за пластиковою карткою DIALUP-CARD.
2000 - Побудовані два модемних пули, розпочато будівництво волоконно-оптичного кільця TENET.
2001 - TENET завершує будівництво в Одесі опорної волоконно-оптичної мережі і виходить на провідні позиції в місті. Відбувається встановлення приймально-передавальної супутникової системи зв'язку, що працює на швидкості 45 Мбіт/с. Модемні пули розширені вдвічі.
2002 - Волоконно-оптична магістраль TENET в Одесі отримує продовження на селищі Котовського і в районі Одеського морського порту.
2003 - Кількість абонентів компанії перевищила 10 000, побудовані технічні майданчики в м. Рені та с. Сухий Лиман, що дозволили підключати користувачів цих районів за технологією Radio-Ethernet.
2004 - Запуск ігрових серверів Unreal Tournament 2004, Counter-Strike, Condition Zero, MU-Online, DOOM 3, Need For Speed Underground.
2005 - Збільшена загальна пропускна здатність зовнішніх каналів до 38 Мбіт/с. Встановлено модемний пул для жителів міста Іллічівськ (нині - Чорноморськ). Кількість абонентів перевищила 16 000.
2006 - Запущений в експлуатацію один з найбільш затребуваних сервісів NGN-мереж - послуга SIP-телефонії. Завдяки встановленню ще кількох десятків базових станцій, значно розширено охоплення різних районів Одеси Wi-Fi-сигналом.  
2007 - Розпочато масштабний розвиток оптичної кабельної мережі TENET в центрі Одеси. Крім того, стартував проєкт TENET Wi-Fi Zone, який відкрив можливість бездротового підключення до Інтернету просто на вулицях міста.
2008 - Вперше в Одесі були запропоновані тарифні плани необмеженого доступу в Інтернет з максимальною швидкістю до 100 Мбіт/с.
2009 - Комерційний запуск нового масштабного проєкту компанії - цифрового телебачення "TENET-TV".
2010 - Внутрішні і зовнішні магістральні канали компанії повністю переведені на технологію 10GbE. Стартувала довгострокова програма з підключення до дротового Інтернету приватного сектора у всіх районах Одеси.
2011 - Реалізовані нові, інноваційні для України послуги інтерактивного цифрового телебачення "TENET-TV": розширений батьківський контроль, можливість перегляду фільмів у 3D, Time Shifting, рейтинг фільмів, а також зручна система категоризації телеканалів.
2012 - В Одесі стартує соціальна ініціатива City Public Internet Access. TENET-TV стає мультиплатформеним і доступним в мережах інших провайдерів України.
2014 - Абонентам TENET стає доступна нова незалежна технологія підключення PON, яка відкриває доступ в Інтернет на швидкості понад 100 Мбіт/с.
2015 - TENET став першою одеською телекомунікаційною компанією, що отримала потужний паритетний канал з корпорацією Google.
2016 - TENET стала першою одеською компанією-учасницею міжнародної програми Google Global Cache. Мультисервісна мережа TENET інтегрована у DE-CIX - одну з найбільших світових точок обміну даними.
2017 - На вулицях і в парках Одеси, Південного, Чорноморська та Білгород-Дністровського з'явилася масштабна мережа безкоштовного бездротового доступу в Інтернет Free Wi-Fi, яку побудувала компанія TENET. Вона доповнила мережу City Public Internet Access, створену у 2012 році.
2018 - Запуск мобільного додатку myTENET.
2019 - Значне розширення кабельної мережі TENET у приватному секторі Одеси і в Одеській області. Доступ до Інтернету отримали Чорноморка, Сонячне, Усатове, Червоний Хутір, Сухий Лиман, Ліски, Крижанівка, Фонтанка, Курган, Березань, Вигода, Затока, Сергіївка, Кароліно-Бугаз, Сичавка.
2020 - Запуск мобільного зв'язку TENET.

## Розвиток українського сегменту Глобальної мережі
Для розвитку сегменту Глобальної мережі низка телекомунікаційних компаній України у 2000 році об'єдналися в Інтернет Асоціацію України (ІнАУ). До завдань Асоціації входять аналіз і розробка законодавчої та нормативної бази України. Генеральний директор компанії TENET Олег Єлісєєв, один з ініціаторів створення Асоціації, кілька разів обирався до складу її правління.

## Соціальна відповідальність
Із 2011 року компанія TENET підтримує проведення Одеського міжнародного кінофестивалю, забезпечуючи оргкомітет ОМКФ безлімітним доступом в Інтернет і послугами цифрової телефонії. Учасники, організатори і гості кінофестивалю користуються високошвидкісним доступом в Інтернет за технологією Wi-Fi на всіх локаціях заходу безкоштовно. Крім того, за підтримки фахівців TENET створене фестивальне телебачення. 
У 2013 році компанія TENET заснувала "Іменні стипендії діячам мистецтв м. Одеса". Зокрема, стипендіатами TENET стали джазмен та засновник "Джаз-фестивалю" в Одесі Юрій Кузнецов, джазова вокалістка Анастасія Букіна і джазовий піаніст Олексій Пєтухов.  
У 2015 році TENET значно розширив територію проєкту City Public Internet Access - публічного доступу в Інтернет за технологією Wi-Fi на вулицях, у скверах, парках і пляжах міст Одеса, Південне, Чорноморськ та Білгород-Дністровський. В рамках проєкту користувач, один раз залогінившись у системі, може постійно перебувати онлайн під час пересування вулицями міста.
Фахівці телекомунікаційної компанії TENET розробили програмний продукт на підтримку яхтового спорту в Україні, який допомагає відстежувати рухомі об'єкти на воді за допомогою GPS-трекерів. Завдяки цьому у 2016 році вперше в історії всеукраїнської регати «Кубок Чорного моря» глядачі спостерігали за видовищними змаганнями крейсерських яхт онлайн в режимі реального часу.  